# هولي كاربوريتور
نادي هولي كاربوريتور (بالإنجليزية: Holley Carburetor F.C.)‏ نادي كرة قدم أمريكي . تم تأسيس النادي في سنة 1927 ثم تم حل النادي في سنة 1930 .